# اوئه‌سوگی کاگه‌کاتسو
اوئه‌سوگی کاگِه‌کاتسو (به ژاپنی: 上杉 景勝 Uesugi Kagekatsu) یکی از سامورایی‌های دایمیو در ژاپن در طی دوره سنگوکو و اوایل دوره ادو بود. او فرزندخواندهٔ اوئه‌سوگی کنشین بود.
او همچنین یکی از اعضای گوتایرو یا «هیئت بزرگان پنج‌گانه» بود این شورا در سال ۱۵۹۵ میلادی توسط تویوتومی هیده‌یوشی تشکیل شد و حکمرانی کشور تا رسیدن تویوتومی هیده‌یوری پسر و جانشین هیده‌یوشی به سن قانونی بر عهدهٔ این شورا گذاشته شده بود. این شورا از قدرتمندترین دایمیو‌های (امیران محلی) آن دوران تشکیل شده بود. بعد از مرگ تویوتومی هیده‌یوشی در سال ۱۵۹۸ میلادی این شورای پنج نفره به همراه ۵ سیاستمدار دیگر مانند ایشیدا میتسوناری و آسانو ناگاماسا حکمرانی ژاپن را بین خود تقسیم کرده و اداره کشور را برعهده گرفتند.
پس از مرگ تویوتومی هیده‌یوشی هدف توکوگاوا ایه‌یاسو این بود که کاگِه‌کاتسو از قلمرو آیزو را تحت سلطه خود درآورد. کاگِه‌کاتسو پسر خوانده کنشین اوئه‌سوگی بود و پس از مرگ کنشین در نبرد جانشینی پیروز شد و بر ولایت اچیگو، ولایت اتچو و ولایت سادو حکومت می‌کرد. زمانی که کشور در سال ۱۵۹۸ دست به دست شد، قلعه آیزو-واکاماتسو را قلعه خود کرد (او با ثروت ۱٫۲ میلیون ککو در آیزو تبدیل به یک دایمیو بزرگ شد).
در سپتامبر ۱۵۹۹، پس از مرگ تویوتومی هیده‌یوشی، کاگِه‌کاتسو از اوساکا به آیزو بازگشت زیرا قصد داشت قلمرو خود را بهبود بخشد و قلعه کامیزاشی  (شهر آیزو-واکاماتسو) را بسازد. ساخت این قلعه در مارس ۱۶۰۰ آغاز شد و یک نظریه می‌گوید که ۸۰۰۰۰ نفر برای کار بر روی آن بسیج شدند. آیزو-واکاماتسو در تلاش بود تا یک شهر قلعه جدید بسازد. این عمل ایه‌یاسو را عصبانی کرد. علاوه بر این، حادثه‌ای رخ داد که در آن جانشین ارشد کاگِه‌کاتسو، فوجیتا نوبویوشی ، از خاندان اوئه‌سوگی به سمت ادو فرار کرد.
هنگام رفتن به ادو، فوجیتا نوبویوشی سوگند خدمت به خاندان توکوگاوا یاد کرد و ایه‌یاسو به او یک شمشیر و نقره داد، اما این موضوع مورد انتقاد خاندان اوئه‌سوگی قرار گرفت. فوجیتا نوبویوشی که از آیزو فرار کرد، در ۲۳ مارس وارد ادو شد و توکوگاوا هیده‌تادا را از قصد کاگِه‌کاتسو برای شورش آگاه کرد. در فوریه همان سال، اطلاعاتی در مورد شورش اوئه‌سوگی نیز از ارباب ولایت اچیگو هوری هیده‌هارو دریافت شد. «بسیج تعداد زیادی کارگر و ساختن قلعه کامیزاشی»، «نگهداری راه‌ها و پل‌ها»، «تهیه تعداد زیادی اسب، تیر و کمان و تفنگ» و غیره از نشانه‌های یک شورش قلمداد شدند (هوری هیده‌هارو پیش از این اغلب از حرکات نگران کننده کاگِه‌کاتسو گزارش داده بود). هنگامی که شایعات شورش منتشر شد، ایه‌یاسو بارها از کاگِه‌کاتسو خواست تا به کیوتو برود (ایه‌یاسو اغلب در فوشیمی در این زمان بود). به احتمال زیاد او می‌خواست از او در مورد سوء ظن شورش از او سؤال کند و همچنین از او می‌خواست بدون بازگشت به ولایت خودش وظایف خود را به عنوان یکی از پنج بزرگان به عهده بگیرد و در جلسه‌ها شرکت کند.